# I’ll Feel a Whole Lot Better
«I’ll Feel a Whole Lot Better» («Мне будет намного лучше») — песня американской рок-группы Byrds с её дебютного альбома 1965 года Mr. Tambourine Man. В июне 1965 года, за неделю до выхода альбома, была издана на оборотной стороне сингла с песней «All I Really Want to Do» (второго сингла группы).
Хотя «I’ll Feel a Whole Lot Better» и была стороной «Б», она тоже получила хорошую промоцию со стороны лейбла Columbia Records, пока сторона «А» (песня «All I Really Want to Do») была в чартах. В результате она тоже попала в чарты, добравшись до 103 места в «Билборде» (в чарте Bubbling Under the Hot 100).
С тех пор песня стала ро́ковым стандартом (часто исполняемой / перепеваемой другими артистами классикой) Многие музыкальные критики считают её одной из лучших песен группы.
Автор песни — участник Byrds Джин Кларк.

## Тема песни и история создания
Музыкальный критик Марк Деминг замечает, что песня «I’ll Feel a Whole Lot Better», в которой её автор Джин Кларк не может решить, разорвать ли отношения с женщиной, которая была с ним не полностью честна, смотрит на любовь сардонистически. Песня была написана, когда группа Byrds, ещё не будучи известной, выступала в ночном клубе Ciro’s в Лос-Анджелесе. В одном из интервью Кларк рассказывал: «У меня была там одна девчонка в те времена, когда мы играли в Ciro’s... Это был странный период в моей жизни, потому что всё так быстро менялось и я знал, что мы становились популярными. Эта девчонка была забавной, она была, типа, странная [...], и она начала меня сильно доставать. И я просто написал эту песню, „Мне будет намного лучше, когда тебя не будет“, вот и всё, я написал песню целиком за несколько минут».

## Премии и признание
В 2004 году журнал Rolling Stone поместил песню «I’ll Feel a Whole Lot Better» в оригинальном исполнении группы Byrds на 234-е место своего списка «500 величайших песен всех времён». В списке 2011 года песня находится на 237 месте.
Кроме того, в 2014 году британский музыкальный журнал New Musical Express поместил песню «I’ll Feel a Whole Lot Better» в исполнении группы Byrds на 379-е место своего списка «500 величайших песен всех времён».